# Poder da Preta
Poder da Preta foi a primeira turnê da cantora brasileira Ludmilla. A turnê estreou no Rio de Janeiro EM 26 de março de 2015 na Barra Music. Nos bastidores, cerca de 50 pessoas administraram administrar tudo, inclusive as três trocas de roupa.

## Abertura
A abertura de sua turnê foi inspirada na série norte-americana "Game of Thrones", Ludmilla entrou montada na cabeça de um dragão cheio de efeitos especiais.Ludmilla admitiu que nunca viu a serie ,mais queria algo muito incrível.

## Repertório
No repertório da apresentação, estarão as canções do primeiro álbum “Hoje”, lançado em 2014. O projeto, que reuniu 14 canções inéditas, incluindo a faixa-título e os hits “Sem Querer” e “Te Ensinei Certin”, tornou-se o 15º mais vendido do iTunes na época de seu lançamento.

## Datas
| Data                    | Cidade         | Estado         | País   | Local                                      |
| ----------------------- | -------------- | -------------- | ------ | ------------------------------------------ |
| América do Sul          |                |                |        |                                            |
| 26 de março de 2015     | Rio de Janeiro | Rio de Janeiro | Brasil | Barra Music                                |
| 23 de dezembro de 2016  | Rio de Janeiro | Rio de Janeiro | Brasil | Barra Music                                |
| 29 de dezembro de 2016  | Rio de Janeiro | Rio de Janeiro | Brasil | Boate 021                                  |
| 30 de dezembro de 2016  | Búzios         | Rio de Janeiro | Brasil | Luv Búzios                                 |
| 31 de dezembro de 2016  | Florianópolis  | Santa Catarina | Brasil | Arena Jurerê                               |
| 7 de janeiro de 2017    | Guarapari      | Espírito Santo | Brasil | Multiplace Mais                            |
| 14 de janeiro de 2017   | Rio de Janeiro | Rio de Janeiro | Brasil | Marina da Gloria                           |
| 14 de janeiro de 2017   | Rio de Janeiro | Rio de Janeiro | Brasil | Sede de Remo do Flamengo                   |
| 18 de janeiro de 2017   | São Paulo      | São Paulo      | Brasil | Brook's SP                                 |
| 20 de janeiro de 2017   | Salvador       | Bahia          | Brasil | Wet'n Wild                                 |
| 21 de janeiro de 2017   | São Paulo      | São Paulo      | Brasil | Clube da Associação Portuguesa de Deportos |
| 21 de janeiro de 2017   | Guarujá        | São Paulo      | Brasil | Burn On Stage                              |
| 28 de janeiro de 2017   | Rio de Janeiro | Rio de Janeiro | Brasil | Arena Banco Original                       |
| 28 de janeiro de 2017   | Rio de Janeiro | Rio de Janeiro | Brasil | Espaço Sacadura                            |
| 3 de fevereiro de 2017  | Rio de Janeiro | Rio de Janeiro | Brasil | Boate 021                                  |
| 10 de fevereiro de 2017 | Rio de Janeiro | Rio de Janeiro | Brasil | Quadra do Salgueiro                        |
| 11 de fevereiro de 2017 | Jaguaruna      | Santa Catarina | Brasil | Makawi Beach Club                          |
| 17 de fevereiro de 2017 | Rio de Janeiro | Rio de Janeiro | Brasil | Boate Palaphita                            |
| 18 de fevereiro de 2017 | Volta Redonda  | Rio de Janeiro | Brasil | Festa Fechada                              |
| 24 de fevereiro de 2017 | Florianópolis  | Santa Catarina | Brasil | Camarote Skol                              |
| 25 de fevereiro de 2017 | Rio de Janeiro | Rio de Janeiro | Brasil | Jockey Club                                |
| 25 de fevereiro de 2017 | Rio de Janeiro | Rio de Janeiro | Brasil | Bloco da Favorita                          |
| 26 de fevereiro de 2017 | Rio de Janeiro | Rio de Janeiro | Brasil | Camarote King                              |
| 27 de fevereiro de 2017 | Rio de Janeiro | Rio de Janeiro | Brasil | Camarote N1                                |
| 27 de fevereiro de 2017 | Rio de Janeiro | Rio de Janeiro | Brasil | Camarote Quem                              |
| 1 de março de 2017      | Cabo Frio      | Rio de Janeiro | Brasil | Arena dos Blocos                           |